# Bisazza
Bisazza és un fabricant italià de mosaics, mosaics de vidre exclusius i líder del mercat en mosaics d'alta qualitat.

## Història
Bisazza va ser fundada el 1956 per Renato Bisazza (1925-2012) amb el nom de Vetricolor a Montecchio Maggiore al sud-oest de Vicenza. Des de llavors, l'empresa Bisazza ha estat produint rajoles de mosaic de vidre que defineixen el disseny que han aconseguit un reconeixement mundial. El desembre de 1999, Piero Bisazza es va fer càrrec de la companyia del seu pare. El 2002, es va ampliar la direcció per incloure la germana Rossella Bisazza.
El 2005, a la companyia hi treballaven 900 persones en quatre plantes de producció i va tenir una facturació de 100,4 milions d'euros. El 2007, la facturació va ser de 134 milions d'euros.
Les pedres de vidre estan fetes a mà amb tecnologia antiga i tenyides amb òxids de sorra. Els maons de mosaic de vidre de Bisazza s'utilitzen en banys de luxe, decoració de botigues, hotels i restaurants, i també es van utilitzar en estacions de metro de Viena, Nàpols i Londres.

## Obres històriques creades per Bisazza
- Palazzo Galmanini Portaluppi (Milà), Viale Beatrice d'Este 23 - 1956, Milà de Piero Portaluppi i Gualtiero Galmanini
- Interiors del Nou Museu d'Art Contemporani - Nova York. Ryūe Nishizawa i Kazuyo Sejima
- Interiors de l'estació de St. Moritz - St. Moritz
- Interiors del Groninger Museum - 1994, Gorninga. Alessandro Mendini
- Butaca Proust monumental - 2005, Montecchio Maggiore. Alessandro Mendini
- Interiors de Estació de Toledo a Nàpols - 2012, Nàpols. Oscar Tusquets
- Interiors de La Seine Musicale - Boulogne-Billancourt